# Bernard Lamarche-Vadel
Pour les articles homonymes, voir Lamarche.
Bernard Lamarche-Vadel, né Lamarche le 16 juillet 1949 à Avallon et mort le 2 mai 2000  à La Croixille en Mayenne, est un écrivain, poète, critique d'art et collectionneur français.

## Biographie
Fils de vétérinaire, autodidacte, ses goûts pour l'art et la littérature lui valent un anathème paternel. À dix-neuf ans, Bernard Lamarche rencontre Gaëtane Vadel dont il réunira le nom au sien. Diplômé de l'École pratique des hautes études en sociologie de l'art (1970), il enseigna par la suite à l'université Paris-I Panthéon-Sorbonne puis à l'ICART en 1979.
Poète et auteur de nouvelles, Bernard Lamarche-Vadel a composé une œuvre de critique d'art dans les années 1970. Il a notamment fondé la revue Artistes. Il a aussi organisé de nombreuses expositions (« Jean Degottex. Rétrospective », 1978, musée d'Art moderne (ARC), Paris / « Finir en beauté », juin 1981).
En 1983, il apparaît dans le film L'Argent de Robert Bresson
En 1992, il publie un roman remarqué, Vétérinaires, qui reçoit l'année suivante le prix Goncourt du premier roman.
Il se donne la mort en 2000 à l'âge de 50 ans, dans son château de la Rongère à La Croixille.
Sa collection photographique a été déposée au musée Nicéphore-Niépce de Chalon-sur-Saône. Une exposition consacrée à son travail de critique d'art a été présentée en 2009 par le musée d'Art moderne de la ville de Paris.

## Œuvres
- Michel-Ange, 1976
- Du chien les bonbonnes, Bourgois, 1976
- Degottex. L'œuvre de Jean Degottex et la question du tableau, musée de Grenoble/musée d’art et d’industrie de Saint-Étienne, 1978
- L'Efficacité des rouges, Bourgois, 1978
- Giacometti, 1979
- Jean-Pierre Pincemin, Bourgois, 1980
- Helmut Newton, Regard, 1981
- Cols de l'accent violent, éditions Unes, 1982
- Pour Bram Van Velde, éditions Unes, 1983
- Lisible pour M.,  éditions Unes, 1983 Prix Roberge de l’Académie française.
- Collection Bernard Lamarche-Vadel, musée Sainte-Croix, Poitiers, 1983
- Château dernier, éditions Unes, 1984
- Catalogue Maeght no 32 : peintures 1965-1980, 1985
- Joseph Beuys, Marval, 1985
- Alberto Giacometti, N.E.F., 1985
- Klossowski, l'énoncé dénoncé, Marval, 1985
- Georges Autard, Action régionale pour la création artistique, 1985
- Sidérations : l'atelier photographique français, coédition Tours, Liège, Rome, centre de création contemporaine Carte Segrete, 1985
- Tapiès, peinture 1965-1980, Maeght, 1985
- Opalka, 1965, la Différence, 1986
- Qu'est-ce que l'art français ?, La Différence, 1986
- Continent Kirkeby. Centre de création contemporaine de Tours, 1987
- Pierre Klossowski, 1987
- Éric Dalbis, La Différence, 1987
- Hucleux, La Différence, 1987
- Zoo, Reverdot J-P, Marval, 1987
- Majy Magie, La Différence, 1988
- Points de mire
- Mimmo Paladino, le guetteur, La Différence, 1988
- Olivier Thomé : propos La Différence, 1988
- Erik Dietman, La Différence, 1990
- Facile, Marval, 1990
- Jean-Michel Sanejouand, les charges-objets, La Différence, 1990
- Villeglé, Marval, 1990
- Les Espionnes, collaboration B. Rheims, G. Kehayoff, 1992
- Yvan Salomone - (DEHORS), collaboration Yannick Miloux, Rennes, La Criée, 1992, 36 p.
- Le Bonheur, collaboration F. Chevallier, La Différence, 1993
- Vitré, La Différence, 1993
- Lewis Baltz, La Différence, 1993
- Arman [Classiques du XXIe siècle] 1993
- Vétérinaires, 1993 Prix Goncourt du premier roman 1994.
- Bugatti : les meubles, les sculptures, les autos, collaboration B. Dufour, La Différence, 1995
- Carmelo Zagari, La Différence, 1995
- Tout casse, Gallimard, 1995, Folio 1995
- Lignes de mire : écrits sur la photographie, Marval, 1995
- La Logeuse, collaboration Y. Guillot, Marval, 1996
- Entretiens, témoignages, études critiques, sous la dir. d'Isabelle Rabineau, éditions Méréal, Paris, 1997
- Sa vie, son œuvre, dédié à Philippe Sollers 1997
- Fos, natures d’un lieu, images en manœuvres, 1997
- L'Art, le suicide, la princesse et son agonie, 1998
- Comment jouer Enfermement, Christian Bourgois, Paris, 1999
- Arman, La Différence, 1999
- De la douce hystérie des bilans, éditions Unes, 2000
- Mise en demeure, photographies de Jean-Philippe Reverdot, Trézélan, Filigranes éd., 2000  (ISBN 2-910682-89-7) Son dernier roman.
- État stationnaire[5], Nice, éditions Unes, 2019  (ISBN 978-2-87704-206-2)
  - Tirage de tête avec une lithographie rehaussée de Daniel Nadaud, XV exemplaires numérotés sur Richard-de-Bas, Nice, éditions Unes, 2019 Court texte de 1985, que Lamarche-Vadel a repris partiellement en 1994 en ouverture de son premier roman, Vétérinaires.

### Divers
- Unes-Nues, photographies de Jean Rault, textes de Régis Durand et Bernard Lamarche-Vadel, Paris, Marval, 1988  (ISBN 2-86234-018-9)
- Oraison funèbre de Rémi Blanchard[6], prononcée en l’église Saint-Germain-des-Prés, le 19 mai 1993